# The Samuel Jackson Five
«The Samuel Jackson Five» — норвежская группа, играющая инструментальную музыку в стиле пост-рок.
Их музыка уникальна, сочетает в себе много направлений, почувствовала на себе влияние таких жанров как рок и джаз. Кроме того, коллектив выступал на одной сцене с такими группами как Implosions Of The Earth и Tr-Ond & The Suburban Savages. Все эти факты свидетельствуют о серьёзном музыкальном будущем. Название группы составлено из имени актёра Сэмюэля Джексона и названия американской группы «The Jackson 5». Кроме того, цифра 5 указывает на количество участников коллектива.

## Состав группы
- Sigmund Bade — бас, клавиши, перкуссия
- Thomas Kaldhol — гитара, семплер
- Thomas Meidell — гитара, клавиши, лэптоп
- Stian Tangerud — ударные, перкуссия
- Kjetil Gundersen — гитара, клавишные, перкуссия (выбыл из группы в 2007)

## Дискография

### Альбомы
- 2004 — Same Same But Different
- 2005 — Easily Misunderstood
- 2008 — Goodbye Melody Mountain
- 2012 — The Samuel Jackson Five
- 2014 — Seasons in the Hum

### Компиляции и др.
- 2004 — Metronomicon Audio Compilation 2.0 - Various Artists (Разные Исполнители)
- 2005 — Oslo 101 compilation - Various Artists (Разные Исполнители)
- 2006 — The Silent Ballet Volume 1 - Various Artists (Разные Исполнители)
- 2010 — Metronomicon Audio Compilation 4.0 - Various Artists (Разные Исполнители)